# Matt Ryan (giocatore di football americano)
Matthew Thomas Ryan (Exton, 15 maggio 1985) è un ex giocatore di football americano statunitense che ha militato nel ruolo di quarterback nella National Football League, negli Atlanta Falcons per 15 anni e successivamente per gli Indianapolis Colts.
Soprannominato Matty Ice, detiene per la franchigia dei Falcons i record per il maggior numero di yard passate, touchdown passati, passaggi tentati e completati, vittorie e passer rating.
All'università ha giocato per il Boston College, vincendo il Manning Award e il Johnny Unitas Golden Arm Award. Al termine dell'esperienza universitaria è stato selezionato come terzo assoluto Draft NFL 2008 dagli Atlanta Falcons.
Nel suo primo anno di militanza ha guidato la sport della Georgia ai playoff ed è stato nominato rookie offensivo dell'anno. Durante il suo periodo ad Atlanta ha collezionato sei partecipazioni ai playoff, conquistato tre titoli di division ed è stato selezionato quattro volte per il Pro Bowl. La sua miglior stagione è stata nel 2016 quando è stato nominato MVP della NFL, ha vinto la NFC South e guidato i Falcons fino alla finale del Super Bowl LI. Nella sua stagione finale ha militato tra le file degli Indianapolis Colts per poi intraprendere la carriera di analista per CBS.

## Biografia
Ryan ha frequentato la William Penn Charter School a Filadelfia, dove ha giocato da titolare per tre anni e vincendo gli All-East honors della Larunt Lemming Prep Football Report. È stato inoltre insignito dei premi All-Southeastern Pennsylvania come quarterback all'ultimo ed è stato inserito nell'All-City first-team nel 2002 e nel second-team nel 2001. È stato nominato per tre volte nell'All-League selection ed ha lanciato più di 2.000 yard, con 19 touchdown da senior, concludendo la sua esperienza con una percentuale di passaggi completati di oltre il 52% in tre anni. Durante la sua permanenza alle scuole superiori ha giocato a football (come quarterback), basket (come ala piccola) e baseball (come lanciatore e interbase), venendo nominato capitano di tutte e tre le selezioni nel suo anno da senior.
Ryan ha dichiarato di non avere ricevuto inizialmente molte offerte per delle borse di studio sportive e di aver iniziato a riceverne solamente a partire dal suo secondo anno . Alcune delle università che hanno provato a reclutarlo sono state Purdue, Georgia Tech, Temple e Connecticut. Durante il suo anno da junior visitò il Boston College, arrivando ad un accordo verbale con l'università il 14 agosto 2002. La scelta finale fu infatti tra il Boston College e Iowa dato che Ryan era alla ricerca di un'università vicina a casa e con un importante e competitivo programma di football..

## Carriera

### Atlanta Falcons
Al draft NFL 2008 Ryan fu selezionato come terza scelta assoluta dagli Atlanta Falcons. Il 20 maggio firmò un contratto di 6 anni per un totale di 72 milioni di dollari, di cui 34,75 milioni garantiti.

#### Stagione 2008
Il 24 agosto Ryan fu nominato titolare per la prima gara della stagione regolare del 7 settembre contro i Detroit Lions, diventando il primo quarterback rookie dei Falcons a partire subito titolare da Michael Vick nel 2001. Il primo passaggio della carriera fu un touchdown da 62 yard per Michael Jenkins, diventando il primo debuttante a lanciare un touchdown al suo primo passaggio da Michael Bishop dei New England Patriots nel 2000. Nella seconda gara della stagione contro i Tampa Bay Buccaneers subì il primo intercetto per mano di Aqib Talib e in seguito di Sabby Piscitelli. Nella settimana 3 contro i Kansas City Chiefs, Ryan completò l'allora passaggio più lungo della carriera, di 70 yard in touchdown per Roddy White. La settimana successiva lanciò 194 e due touchdown contro i Green Bay Packers. Nel turno seguente, Ryan orchestrò una vittoria in rimonta contro i Chicago Bears quando, con 6 secondi al termine, completò un passaggio da 26 yard per Michael Jenkins che consentì a Jason Elam di trovarsi in posizione utile per segnare il field goal della vittoria. Grazie anche alle 301 yard passate, Ryan fu premiato come rookie della settimana. Il 30 ottobre, fu premiato come rookie del mese, il primo giocatore della storia di Atlanta ad aggiudicarsi questo premio.

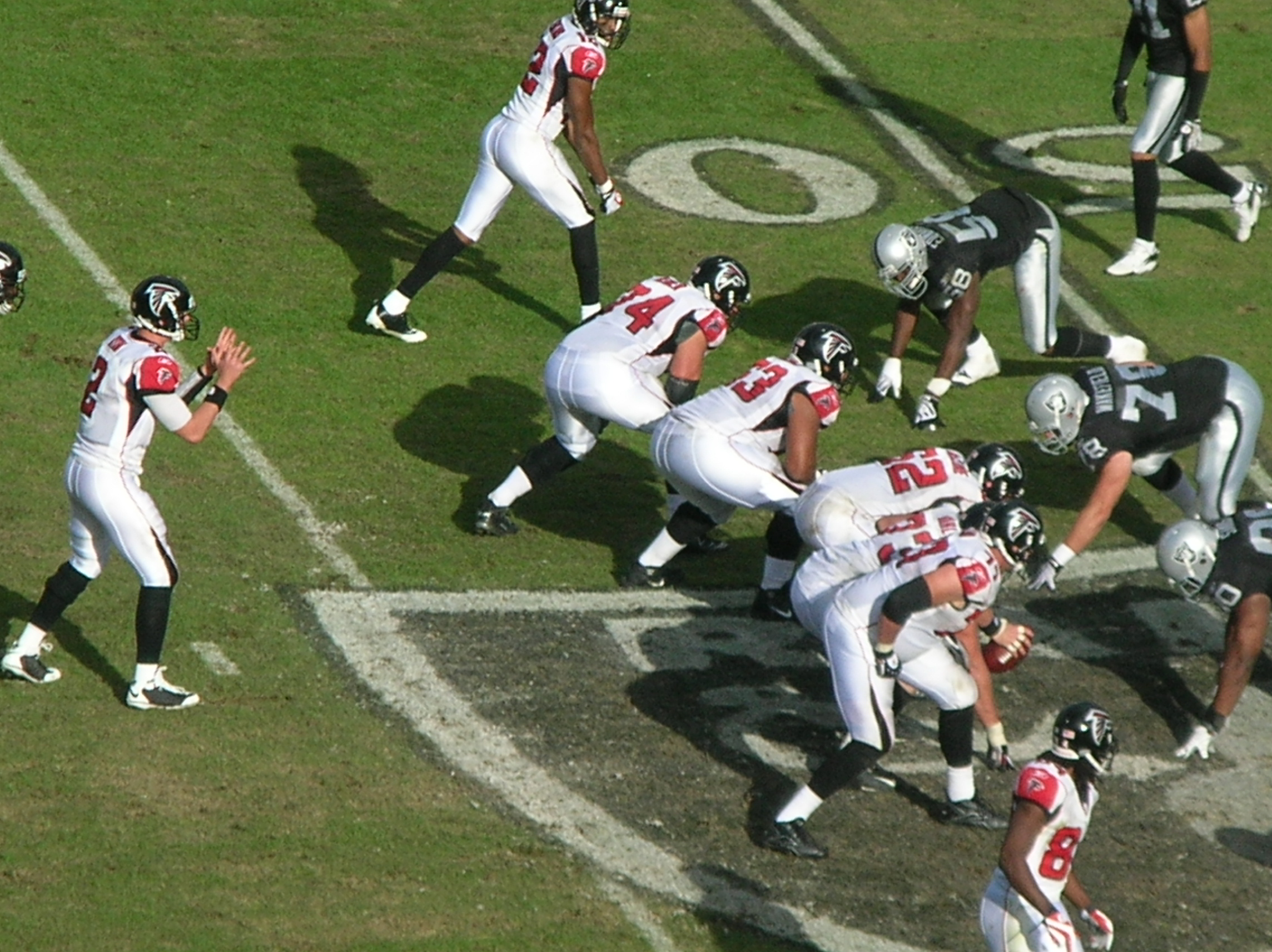
Ryan mentre riceve lo snap contro i Raiders il 2 novembre 2008.

Nella settimana 8 contro gli Oakland Raiders, Ryan passò 220 yard con un passer rating di 138,4, venendo premiato come miglior giocatore offensivo della NFC della settimana. Segnò il suo primo touchdown su corsa contro i New Orleans Saints dopo una corsa di 12 yard, divenendo nella stessa gara il primo rookie dopo Peyton Manning a superare le 3.000 yard passate in una stagione e il primo nella storia dei Falcons. Ryan terminò secondo tra tutti i rookie nelle votazioni dei tifosi per il Pro Bowl (416.468 voti), dietro solo al running back dei Tennessee Titans Chris Johnson. Nella settimana 16 contro i Minnesota Vikings passò un minimo stagionale di 134 yard ma guidò comunque la squadra alla vittoria e al raggiungimento dei suoi primi playoff dalla stagione 2004.
Ryan terminò la stagione con 3.440 yard passate e 17 touchdown (uno su corsa). Assieme all'altro rookie Joe Flacco furono i primi quarterback debuttanti della storia a guidare le rispettive squadre ai playoff dopo essere partiti come titolari in tutte le loro 16 partite. Il 31 dicembre fu premiato come rookie offensivo dell'anno.
Ryan disputò la sua prima gara di playoff contro gli Arizona Cardinals il 3 gennaio 2009. Il quarterback di Atlanta era 15 anni più giovane del pari ruolo avversario Kurt Warner. Nel suo primo passaggio subì un intercetto e terminò la gara completando 26 passaggi su 40 per 199 yard, 2 touchdown e due intercetti subiti. Atlanta fu sconfitta 30-24. I suoi 26 passaggi completati furono all'epoca un record NFL nei playoff per una matricola.

#### Stagione 2009

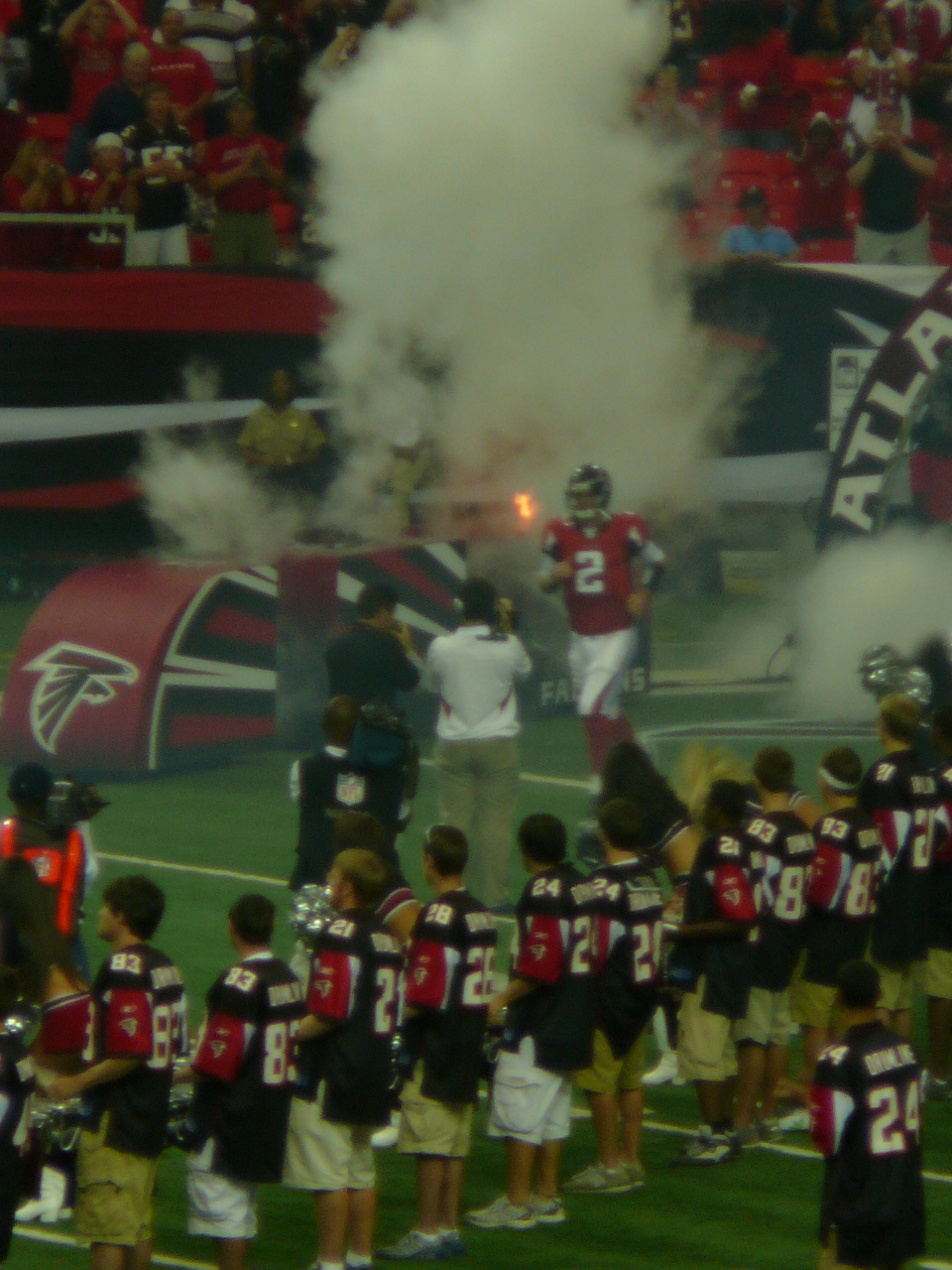
Ryan mentre viene presentato nella gara di debutto della stagione 2009.

Ryan fu votato dai propri compagni di squadra capitano dell'attacco dei Falcons assieme a Todd McClure prima dell'inizio della stagione 2009. L'annata iniziò bene, lanciando 229 yard e 2 touchdown senza intercetti nella vittoria 19-7 sui Miami Dolphins. Atlanta vinse anche la settimana successiva contro i Carolina Panthers contro cui stabilì i propri nuovi primati in carriera per passaggi da touchdown (3), percentuale di passaggi completati (78%) e passaggi da touchdown in un tempo (3). Nella settimana 5 contro i San Francisco 49ers, Ryan completò 15 passaggi su 21 tentativi per 258 yard nel primo tempo e terminò con 329 yard 2 touchdown per un 110,0 di passer rating, incluso un passaggio da 90 da yard in touchdown per Roddy White che fu il terzo più lungo della storia della franchigia.
Dalla settimana 6 alla 9 Ryan faticò, lanciando più intercetti (8) che touchdown (6), subì 10 sack ed ebbe un passing rating di 65,5. I Falcons tuttavia riuscirono a vincere due delle quattro gare, in parte grazie a Michael Turner che sembrò tornato alla forma dell'anno precedente.
Nella settimana 12, Matt Ryan soffrì un infortunio al piede nella gara contro Tampa Bay. Chris Redman entrò al suo posto e guidò la squadra alla vittoria. Assieme a Ryan si infortunò anche Turner e i Falcons persero contro Philadelphia e New Orleans nei due turni successivi. Nella settimana 15, il quarterback fece ritorno malgrado non si fosse ancora completamente ristabilito e guidò Atlanta alla vittoria a sorpresa per 10-7 sui New York Jets.
Nella settimana 16, i Falcons sconfissero i Buffalo Bills con il quarterback che passò 250 yard e 3 touchdown. Nell'ultima gara della stagione vi fu la vittoria contro i Buccaneers. Con un record di 9-7, la franchigia dei Falcons terminò per la prima volta nella sua storia per due stagioni consecutive con un bilancio di vittorie positivo. Ryan concluse la sua seconda annata 2.916 yard, 22 touchdown e 14 intercetti, con un passer rating di 80,9.

#### Stagione 2010
Nella stagione 2010, Ryan guidò gli Atlanta Falcons al miglior record della NFC con 13 vittorie e 3 sconfitte, secondo nella NFL dietro solo al 14-2 dei New England Patriots. Stabilì gli allora primati in carriera in touchdown (28), percentuale di completamento di passaggi (62,5) e yard passate (3.705), subendo solo 9 intercetti. Stabilì inoltre i record stagionali di franchigia in passaggi tentati (571), completati (357) e vittorie in una stagione (13).
Ryan nel 2010 guidò la NFL in rimonte nel quarto periodo per un quarterback con sei: tra esse la vittoria ai supplementari in casa dei New Orleans Saints per 27-24, quella sui San Francisco 49ers nella settimana 4 al Georgia Dome 16-14, sui Cincinnati Bengals nella settimana sempre in casa 39-32, sui Baltimore Ravens nella 10 sempre in casa 26-21. Nel divisional round dei playoff 2010-11, i Falcons furono sconfitti dai futuri vincitori del Super Bowl, i Green Bay Packers con un punteggio di 48-21.
A fine anno, Ryan fu classificato al 52º posto nella NFL Top 100 dei migliori cento giocatori della stagione e convocato per il suo primo Pro Bowl in carriera. Nel corso della manifestazione lanciò due passaggi da touchdown, uno per Tony Gonzalez e l'altro per Larry Fitzgerald.

#### Stagione 2011
L'annata 2011 di Ryan fu statisticamente una delle sue migliori fino a quel momento, passando 4.177 yard, con 29 touchdown e 12 intercetti. I Falcons chiusero con un record di 10-6, ottenendo una wild card per la partecipazione ai playoff. Ancora una volta però uscirono prematuramente, venendo sconfitti per 2-24 contro i futuri vincitori del Super Bowl, i New York Giants, con gli unici punti della franchigia della Georgia segnati grazie ad una safety.

#### Stagione 2012
Nel debutto della stagione 2012, Ryan partì bene nella netta vittoria per 40-24 sui Kansas City Chiefs, passando 299 yard e tre touchdown, oltre a un altro segnato su corsa. Nel terzo i Falcons superarono i San Diego Chargers: Ryan passò per 275 yard, tre touchdown e subì il primo intercetto in stagione.

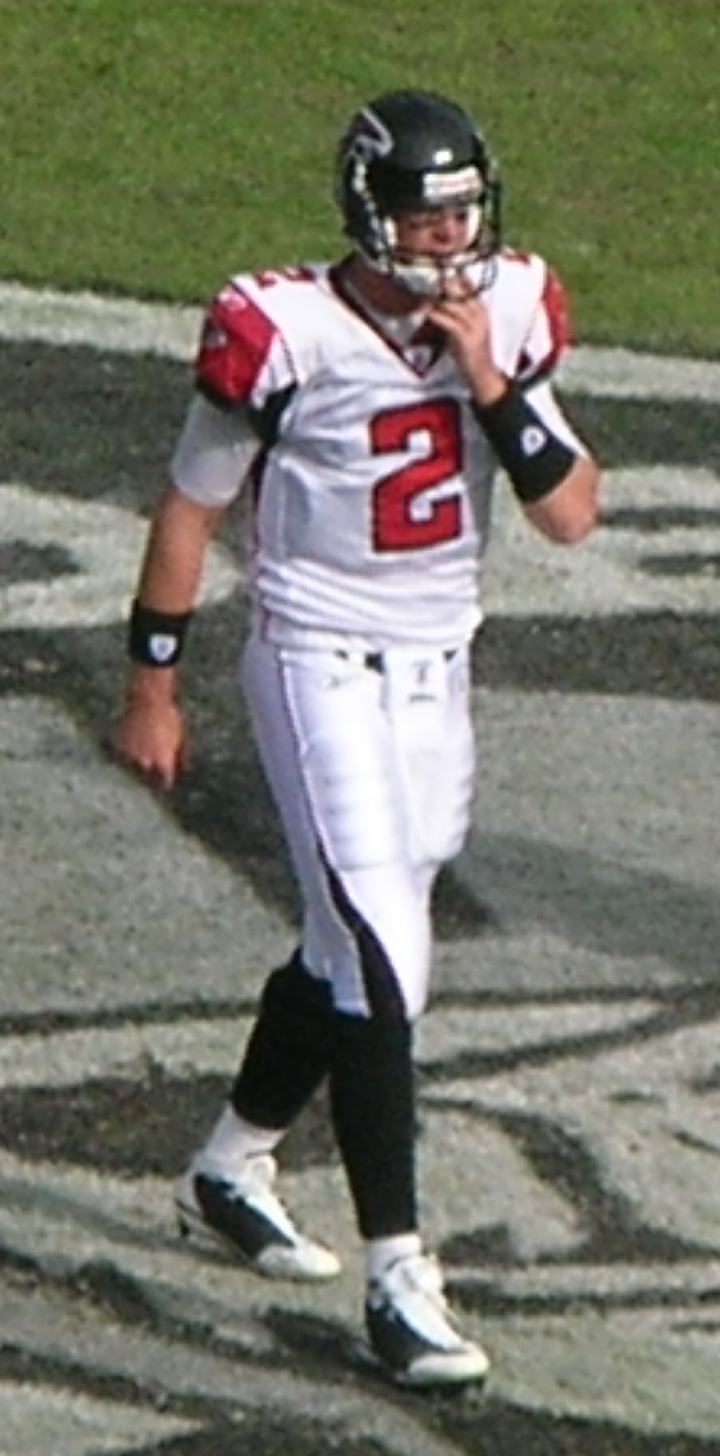
Ryan nel 2008.

Nella settimana 4, Atlanta faticò per avere la meglio sui Carolina Panthers, vincendo grazie a un field goal nei secondi finali della partita: Matt, malgrado un record in carriera di 7 sack subiti, continuò il suo periodo positivo passando per 369 yard, tre touchdown e subendo un intercetto ma soprattutto guidando l'ultimo drive che portò al field goal della vittoria di Matt Bryant. Dopo questa vittoria, Ryan vinse per la seconda volta in carriera il premio di miglior giocatore offensivo del mese della NFC.
Con la vittoria sui Washington Redskins i Falcons partirono per la prima volta con un record di 5-0 in 46 anni di storia. Ryan passò 345 yard con due touchdown e un intercetto. Con un'altra vittoria all'ultimo secondo sugli Oakland Raiders, Atlanta si mantenne imbattuta nella settimana 6: Ryan faticò per tutta la gara lanciando un touchdown e tre intercetti ma riuscì a guidare un altro ultimo drive che portò al field goal vincente di Bryant.
Dopo vittorie anche su Eagles e Cowboys, nella settimana 10, 411 yard passate da Ryan con tre touchdown (un intercetto subito) non furono sufficienti ai Falcons per evitare la prima sconfitta stagionale in casa dei Saints. Nel turno seguente Ryan lanciò un primato negativo in carriera di 5 intercetti, senza alcun touchdown, ma i Falcons conservarono il miglior record della lega battendo gli Arizona Cardinals.
Nella settimana 15 i Falcons batterono per 34-0 i Giants in una gara in cui Ryan passò 270 yard e 3 touchdown venendo premiato come quarterback della settimana. Il sabato successivo, battendo i Detroit Lions i Falcons si aggiudicarono il miglior record della NFC e la possibilità di avanzare direttamente al secondo turno dei playoff. "Matty Ice" passò 279 yard e con 4 touchdown pareggiò il record stagionale di franchigia, stabilito da Steve Bartkowski nel 1980. A fine anno, Ryan fu convocato per il secondo Pro Bowl in carriera dopo avere terminato con 4.719 yard passate (quinto nella lega), 32 touchdown e 14 intercetti..
Il 13 gennaio 2013, Ryan vinse la prima gara di playoff in carriera contro i Seattle Seahawks nel divisional round terminando la gara con 250 yard passate, 3 touchdown e 2 intercetti subiti. La corsa dei Falcons si interruppe nella finale della NFC contro i San Francisco 49ers malgrado un vantaggio iniziale di 17-0. Ryan giocò alla bene il primo tempo passando tre touchdown mentre nel secondo un intercetto subito e un fumble contribuirono alla rimonta dei Niners. Le sue 396 yard passate furono il record di franchigia in una gara di playoff. A fine anno, Ryan fu posizionato al numero 17 nella classifica dei migliori cento giocatori della stagione.

#### Stagione 2013

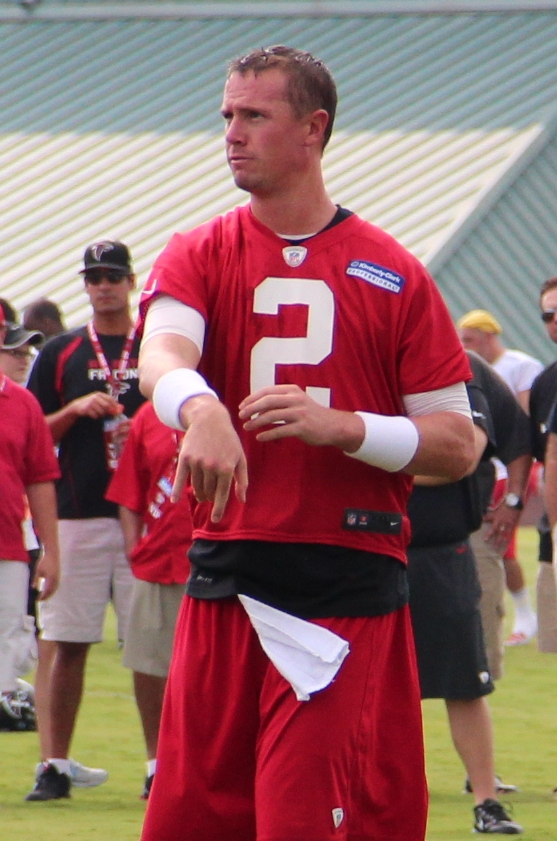
Ryan nel training camp 2013.

Il 25 luglio 2013, Ryan firmò con i Falcons un'estensione contrattuale quinquennale del valore di 103,75 milioni di dollari, 59 milioni dei quali garantiti e 63 milioni nei primi tre anni. La stagione iniziò con una sconfitta contro i Saints in cui passò 304 yard, 2 touchdown e un intercetto. Matt si rifece nella vittoria della settimana successiva sui Rams completando 33 passaggi su 43 per 374 yard e 2 touchdown. Seguirono altre due sconfitte contro Dolphins e Patriots e i Falcons si trovarono per la prima volta con un record inferiore al 50% di vittorie per la prima volta dal 2007. La settimana successiva la squadra precipitò a un record di 1-4 con la sconfitta coi Jets nel Monday Night malgrado 319 yard e 2 TD passati da Ryan.
La striscia negativa di tre gare dei Falcons si concluse nella settimana 7 contro i Buccaneers in cui il quarterback mise in mostra la forma dei giorni migliori, completando 20 passaggi su 26 per 273 yard e tre touchdown, terminando con un passer rating di 148,3, il migliore della carriera. Per questa prestazione venne premiato come miglior giocatore offensivo della NFC della settimana e come quarterback della settimana. La settimana successiva non ebbe altrettanta fortuna, passando un touchdown ma subendo ben quattro intercetti in una brutta sconfitta coi Cardinals.
Nella settimana 12 contro i Saints, la gara si mantenne in bilico fino ai minuti finali ma alla fine furono gli avversari a prevalere, infliggendo a Ryan e ai Falcons la quinta sconfitta consecutiva e la certezza della prima stagione con un record perdente dal 2008. La striscia negativa si interruppe la domenica successiva battendo ai supplementari i Bills con il quarterback che passò 311 yard e un touchdown.
Nella settimana 15 contro un'altra squadra in difficoltà come i Redskins, i Falcons vinsero la quarta gara e ultima gara stagionale con Ryan che passò 210 yard, un touchdown e subì un intercetto. Nell'ultimo turno della stagione superò Steve Bartkowski come leader di tutti i tempi di Atlanta per yard passate in carriera. La sua annata si concluse al quarto posto nella lega con 4.515 yard passate, con 26 touchdown e 17 intercetti, per un passer rating di 89,6.

#### Stagione 2014

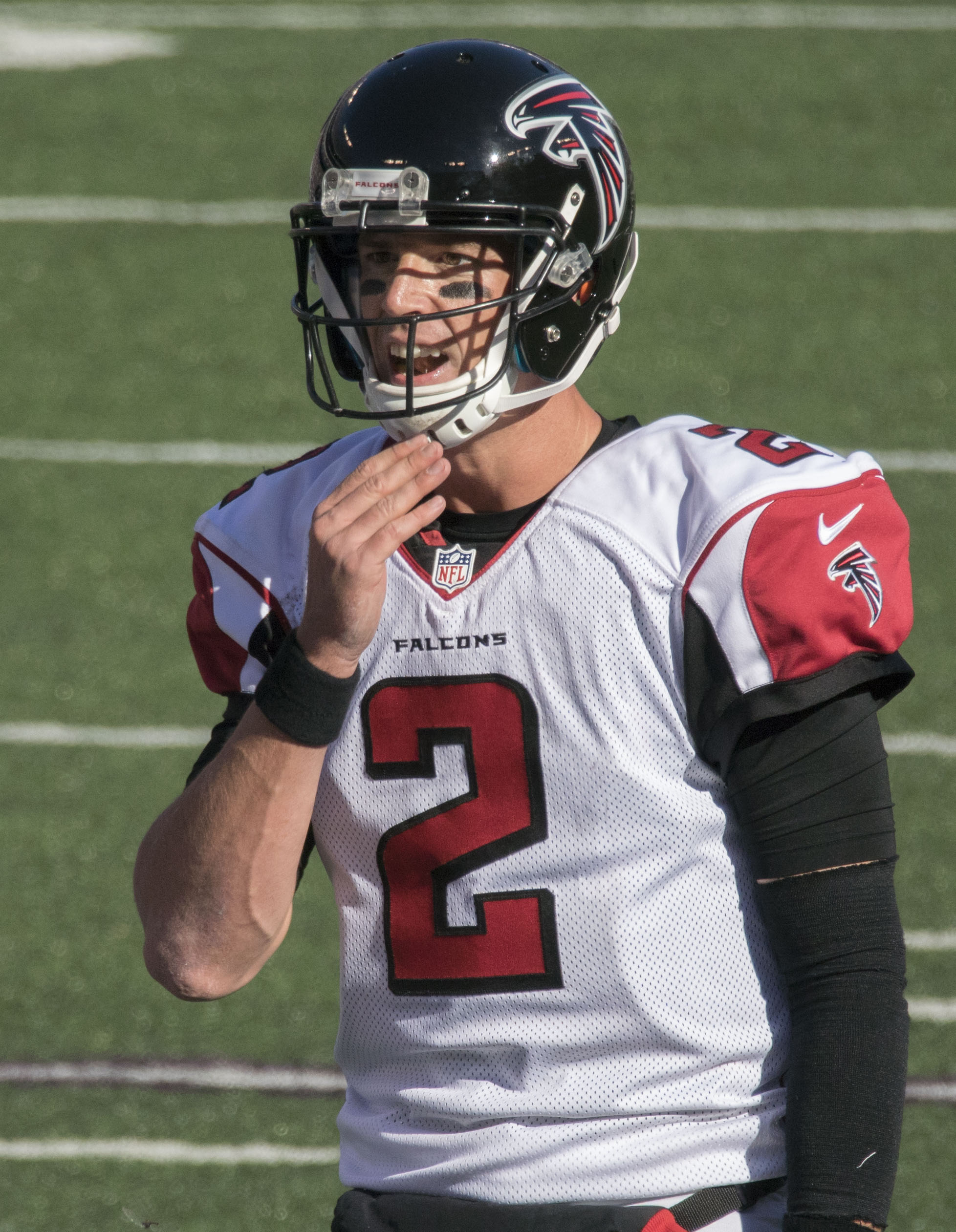
Ryan contro i Ravens nel 2014.

Tornato ad avere a disposizione Julio Jones, Roddie White in salute e il nuovo acquisto Devin Hester, Ryan aprì la stagione 2014 battendo in casa i Saints ai tempi supplementari stabilendo un nuovo record di franchigia con 448 yard passate con 3 touchdown. Per questa prova fu premiato come miglior giocatore offensivo della NFC della settimana e come quarterback della settimana. Di segno opposto fu la gara successiva, in cui subì tre intercetti nella netta sconfitta contro i Cincinnati Bengals. Nel Thursday Night della settimana 3, i Falcons inflissero ai Buccaneers una delle peggiori sconfitte della storia della franchigia, vincendo per 56-14 in una gara quasi perfetta di Ryan che completò 21 passaggi su 24 per 286 yard e tre passaggi da touchdown, venendo premiato per la seconda volta in stagione come giocatore offensivo della NFC della settimana. Dopo quella partita però, Atlanta rimase a secco di vittorie per cinque settimane, finché non ritrovò nuovamente i Buccaneers nel decimo turno, vincendo 27-17. Ryan concluse la gara con 219 yard e un passaggio da touchdown. La seconda consecutiva giunse sette giorni dopo sui Panthers, portando la squadra in testa alla division malgrado un record di 4-6, in una debole NFC South. Dopo una sconfitta coi Browns, la vittoria tornò contro i Cardinals, che in quel momento erano in possesso del miglior record della NFC, in cui Ryan completò 30 passaggi su 41 per 361 yard e 2 touchdown.
Nel penultimo turno, i Falcons ottennero una fondamentale vittoria coi Saints eliminandoli dalla corsa verso i playoff con Ryan che passò 322 yard e un touchdown. Atlanta giunse così a giocarsi il tutto per tutto nell'ultima gara dell'anno contro i Panthers con in palio la vittoria per la division malgrado un record di 6-9 in una debole NFC South. Nell'ultima gara di Mike Smith sulla panchina della squadra, i Falcons subirono una netta sconfitta per 34-3, con Ryan che subì due intercetti, entrambi ritornati in touchdown dagli avversari. La sua stagione si chiuse con 4.694 yard passate (quinto nella lega), 28 touchdown e 14 intercetti, venendo convocato per il suo terzo Pro Bowl al posto di Tom Brady, impegnato coi Patriots nel Super Bowl XLIX, e inserito al 77º posto nella NFL Top 100.

#### Stagione 2015
I Falcons, diretti dal nuovo allenatore Dan Quinn, aprirono la stagione 2015 con cinque vittorie consecutive, nella seconda delle quali, Ryan guidò il drive della vittoria a un minuto dal termine contro i Giants. La prima sconfitta giunse nel sesto turno coi Saints. La vittoria tornò sette giorni dopo contro i Titans in cui Ryan passò 251 yard e un TD, nel giorno in cui superò le 30.000 yard passate in carriera.

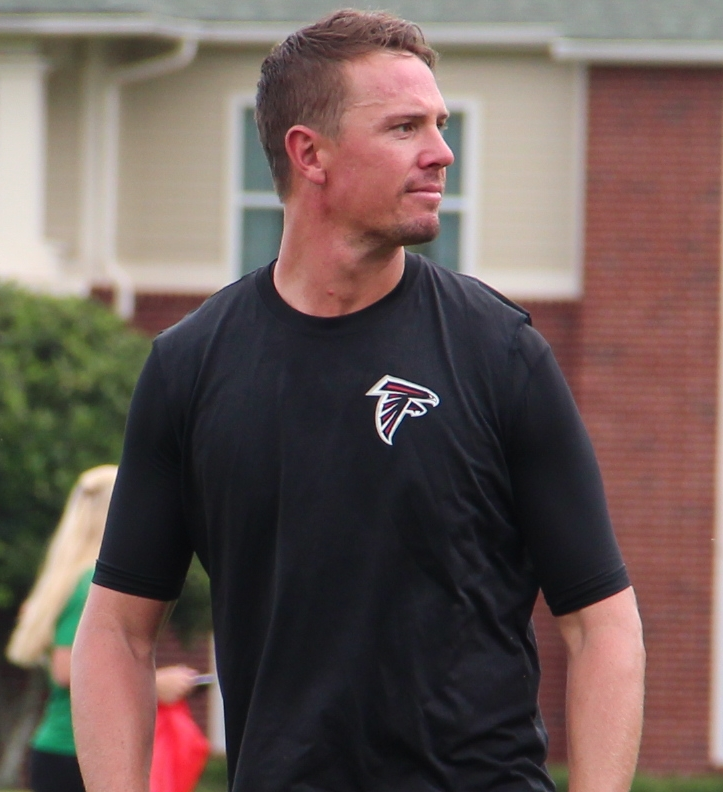
Ryan nel training camp 2015

La seconda parte della stagione dei Falcons fu di segno opposto rispetto alla prima, perdendo sei partite consecutive. Tale striscia negativa si interruppe nella settimana 15 in casa dei Jaguars in cui Ryan passò 246 yard e un touchdown. Sette giorni dopo la squadra si prese la soddisfazione di infliggere agli imbattuti Panthers (che li avevano battuti 38-0 due settimane prima) la prima sconfitta stagionale, rovinando la loro stagione perfetta. In quella partita il quarterback passò 306 yard, incluso il decisivo touchdown da 70 yard nel quarto periodo per Julio Jones. La stagione di Ryan si chiuse al quinto posto nella lega in yard passate (4.591) con 21 touchdown e 16 intercetti, quest'ultimo il terzo peggior risultato della lega, mentre Atlanta ebbe un record di 8-8.

#### Stagione 2016: MVP della NFL e sconfitta nel Super Bowl
La stagione 2016 fu la migliore a livello statistico della carriera di Ryan. Nelle prime tre gare passò 7 touchdown e subì un solo intercetto, venendo premiato per la terza volta come giocatore offensivo della NFC del mese. Nella settimana 4, assieme a Julio Jones, divennero la prima coppia quarterback/wide receiver nella storia della NFL con 500 yard passate e 300 ricevute in una singola partita. Per quella gara, terminata con 503 yard passate, 4 TD e un intercetto fu premiato come quarterback della settimana. Nel settimo turno stabilì un record NFL per il maggior numero di partite consecutive con almeno 200 yard passate, arrivando a quota 46.
Nel nono turno, Ryan terminò col miglior passer rating stagionale (144,7), frutto di 344 yard passate e 4 touchdown nella vittoria sui Buccaneers. Nel quindicesimo fu premiato per la seconda volta in stagione come quarterback della settimana dopo 286 yard passate e 2 TD nella vittoria interna su Francisco. Nell'ultima gara della stagione regolare ricevette il premio di giocatore offensivo della NFC della settimana e per la terza volta nel 2016 come quarterback della settimana dopo avere passato 331 yard e 4 touchdown nella vittoria sui Saints. A fine stagione fu convocato per il quarto Pro Bowl in carriera e inserito per la prima volta nel First-team All-Pro dopo avere guidato la NFL con un passer rating di 117,1 (quarto miglior risultato di tutti i tempi) essersi classificato secondo sia in yard passate (4.944, nuovo record di franchigia) e passaggi da touchdown (38), a fronte di soli 7 intercetti subiti. Atlanta vinse la propria division con un record di 11 vittorie e 5 sconfitte, il secondo migliore della NFC dopo i Dallas Cowboys, tornando ai playoff per la prima volta dal 2012. Il 4 febbraio 2017, Ryan fu il primo giocatore della storia del club ad essere premiato come MVP della NFL e come giocatore offensivo dell'anno.
Qualificati direttamente al secondo turno di playoff, i Falcons superarono i Seattle Seahawks al Georgia Dome per 36-20, in una gara in cui Ryan passò 338 yard e 3 touchdown. Nella finale della NFC passò altre 392 yard e 4 touchdown e segnò il primo TD su corsa dal 2012 nella vittoria sui Packers per 44-21 che riportò i Falcons al Super Bowl dopo la loro unica apparizione persa nel 1998. Il 5 febbraio 2017, giorno del Super Bowl LI, Ryan passò 284 yard e 2 touchdown ma i Falcons sprecarono un vantaggio di 28-3 contro i New England Patriots, subendo 19 punti nel quarto periodo senza segnarne alcuno e venendo infine sconfitti per 34-28 ai tempi supplementari.

#### Stagione 2017
Il 12 novembre, nella vittoria sui Dallas Cowboys, Ryan lanciò 215 yard diventando il giocatore più rapido della storia a giungere a quota 40.000 in carriera (151 gare, una in meno di Drew Brees). La sua stagione regolare si chiuse con 4.095 yard passate e 20 touchdown, il minimo dalla sua stagione da rookie nel 2008. I Falcons terminarono con un record di 10-6, facendo ritorno ai playoff dove nel primo turno vinsero in casa dei Los Angeles Rams dove Ryan passò 218 yard e un touchdown. La corsa verso il ritorno al Super Bowl si interruppe la settimana successiva perdendo in casa dei Philadelphia Eagles futuri campioni.

#### Stagione 2018

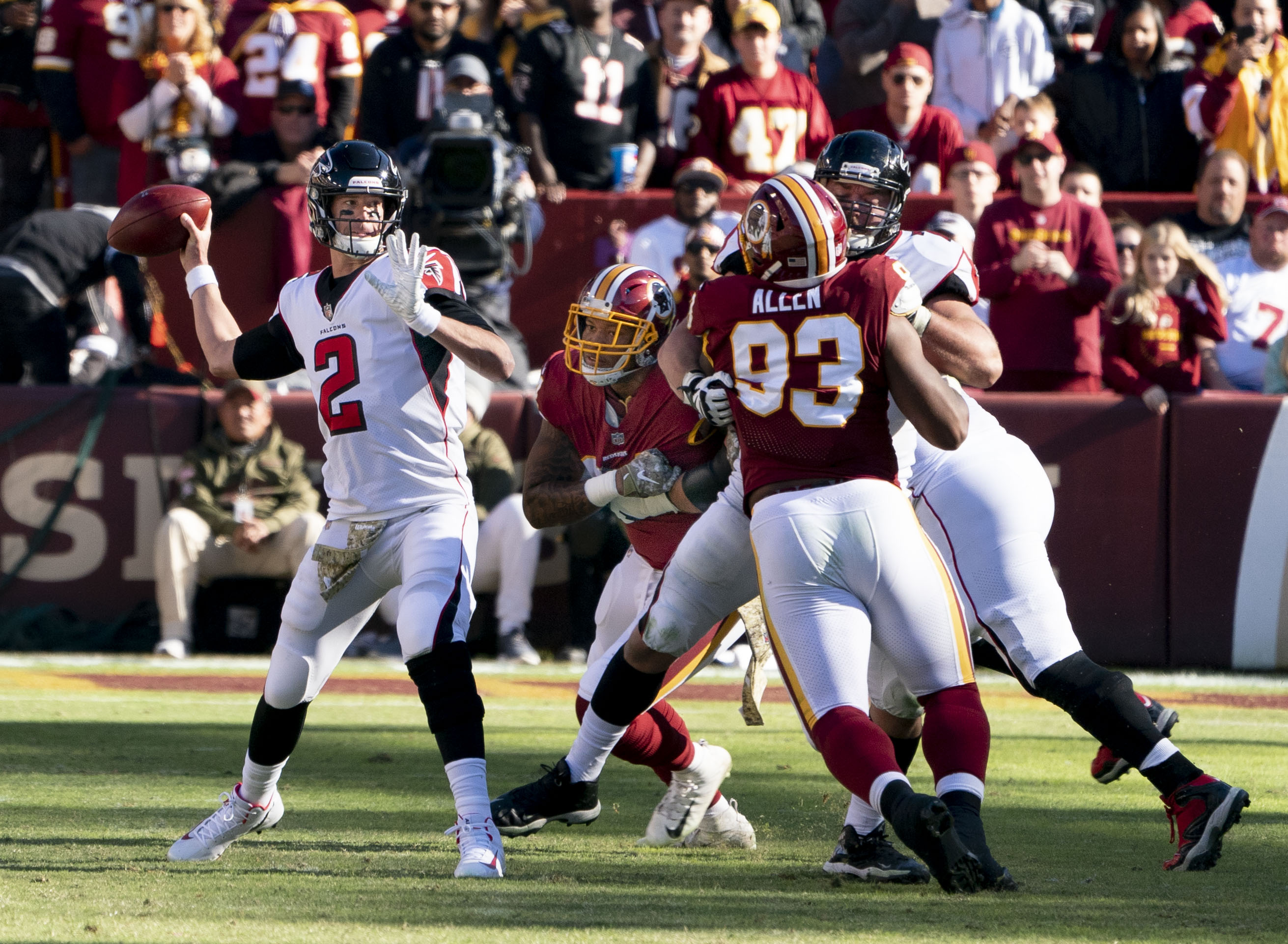
Un passaggio di Ryan nel 2018 contro i Redskins)

Nel secondo turno Ryan segnò due touchdown su corsa portando i Falcons alla prima vittoria stagionale contro i Panthers. Sette giorni dopo, nella sconfitta per 43–37 contro i New Orleans Saints, passò 374 yard e un record in carriera di 5 touchdown. La sua annata si chiuse con 35 touchdown passati, 3 segnati su corsa e uno su ricezione, per un record personale di 39 complessivi. Inoltre i 7 intercetti subiti pareggiarono il suo primato personale. Malgrado un record di 7-9 per i Falcons, Ryan finì tra i primi cinque in diverse categorie statistiche: fu terzo in yard passate e passaggi da touchdown e quarto in percentuale di completamento e passer rating.

#### Stagione 2019
Nell'ottavo turno Ryan subì un infortunio che gli fece saltare la prima partita dalla stagione 2009. Tornò in campo nella settimana 10 riportando i Falcons alla vittoria dopo sei sconfitte consecutive. Sette giorni dopo superò Warren Moon al decimo posto di tutti i tempi per yard passate in carriera nella vittoria sui Panthers. Nel quattordicesimo turno Ryan divenne il decimo giocatore della storia a tagliare il traguardo delle 50.000 yard passate, il secondo più rapido di sempre dietro a Drew Brees. La sua stagione si chiuse al quinto posto della NFL con 4.466 yard passate, con 26 touchdown e 14 intercetti subiti. I Falcons con un record di 7-9 terminarono secondi nella division e fuori dai playoff.

#### Stagione 2020
I Falcons iniziarono la stagione 2020 perdendo tutte le prime cinque gare, alcune con clamorose rimonte avversarie, portando al licenziamento dell'allenatore Dan Quinn. La prima vittoria giunse nel sesto turno contro i Minnesota Vikings in una gara in cui Ryan passò 371 yard e 4 touchdown, venendo premiato come giocatore offensivo della NFC della settimana. Nel 15º turno superò Fran Tarkenton al decimo posto per touchdown passati in carriera. La sua stagione si chiuse guidando la lega in passaggi tentati e completati e al quarto posto con 4.581 yard passate.

#### Stagione 2021
Nella settimana 3 Ryan divenne il decimo giocatore a passare 350 touchdown in carriera. Nel quinto turno superò Eli Manning all'ottavo posto nella classifica delle yard passate in carriera e divenne il settimo giocatore a raggiungere i 5.000 passaggi completati in carriera. Nel nono turno fu premiato come giocatore offensivo della NFC della settimana dopo avere passato 343 yard e 2 touchdown nella vittoria sui Saints.

### Indianapolis Colts
Il 21 marzo 2022 Ryan passò agli Indianapolis Colts in cambio di una scelta del terzo giro del Draft 2022.
Nella prima partita con la nuova maglia, pareggiata con gli Houston Texans, fece registrare 352 yard, due passaggi da touchdown e un intercetto. Inoltre divenne il secondo giocatore più rapido della storia a passare 60.000 yard, dietro a Drew Brees. La prima vittoria giunse nella settimana 3 sui favoriti Chiefs in cui passò 222 yard e 2 touchdown ma continuò anche ad avere preoccupanti problemi di fumble. Nella settimana 6 superò Dan Marino al settimo posto della classifica delle yard passate in carriera. Dopo una sconfitta nella settimana 7, il capo-allenatore Frank Reich annunciò che Ryan aveva riportato un infortunio alla spalla e che Sam Ehlinger sarebbe diventato il quarterback titolare per il resto della stagione. Fino a quel momento Ryan stava guidando la NFL in intercetti subiti e in fumble persi. Tuttavia, due settimane dopo, Reich fu licenziato e il capo-allenatore ad interim Jeff Saturday annunciò che Ryan sarebbe tornato il titolare. Nella vittoria per 25–20 sui Las Vegas Raiders, Ryan passò il touchdown della vittoria a Parris Campbell a cinque minuti dal termine, in un drive che vide una corsa del quarterback per 39 yard, la più lunga della carriera.
Dopo che nel 15º turno i Colts si fecero rimontare il maggior vantaggio nella storia della NFL (vincevano 33-0 alla fine del primo tempo e furono sconfitti per 39-36 dai Minnesota Vikings), la squadra nominò Nick Foles titolare per il resto della stagione. Il 14 marzo 2023 Ryan fu svincolato.
Il 22 aprile 2024 Ryan firmò un contratto di un giorno per ritirarsi come membro degli Atlanta Falcons.

## Palmarès

### Franchigia
- National Football Conference Championship: 1

Atlanta Falcons: 2016

### Individuale
- MVP della NFL: 1

2016
- Giocatore offensivo dell'anno: 1

2016
- Convocazioni al Pro Bowl: 4

2010, 2012, 2014, 2016
- First-team All-Pro: 1

2016
- Rookie offensivo dell'anno - 2008
- Quarterback dell'anno: 1

2016
- Quarterback della settimana: 8

7ª del 2010, 14ª del 2011, 15ª del 2012, 7ª del 2013, 1ª del 2014, 4ª, 15ª e 17ª del 2016
- Miglior giocatore offensivo della NFC del mese: 3

novembre 2010, settembre 2012, settembre 2016
- Miglior giocatore offensivo della NFC della settimana: 5

1ª e 3ª del 2014, 17ª del 2016, 6ª del 2020, 9ª del 2021
- Rookie della settimana: 3

6ª, 15ª, 16ª del 2008
- Bert Bell Award: 1

2016
- PFWA All-Rookie Team - 2008
- Atlanta Falcons Ring of Honor

## Statistiche

### Stagione regolare
| Anno   | Squadra | Gare | Gare | Passaggi | Passaggi | Passaggi | Passaggi | Passaggi | Passaggi | Passaggi | Passaggi | Corse | Corse | Corse | Corse | Sack | Sack | Fumble | Fumble |
| Anno   | Squadra | P    | PT   | Comp     | Ten      | %        | Yard     | Media    | TD       | Int      | Rat      | Ten   | Yard  | Media | TD    | Sack | Yard | Fum    | Persi  |
| ------ | ------- | ---- | ---- | -------- | -------- | -------- | -------- | -------- | -------- | -------- | -------- | ----- | ----- | ----- | ----- | ---- | ---- | ------ | ------ |
| 2008   | ATL     | 16   | 16   | 265      | 434      | 61.1     | 3440     | 7.9      | 16       | 11       | 87.7     | 55    | 104   | 1.9   | 1     | 17   | 104  | 6      | 1      |
| 2009   | ATL     | 14   | 14   | 263      | 451      | 58.3     | 2916     | 6.5      | 22       | 14       | 80.9     | 30    | 49    | 1.6   | 1     | 19   | 92   | 5      | 2      |
| 2010   | ATL     | 16   | 16   | 357      | 571      | 62.5     | 3705     | 6.5      | 28       | 9        | 91.0     | 46    | 122   | 2.7   | 0     | 23   | 158  | 4      | 3      |
| 2011   | ATL     | 16   | 16   | 347      | 566      | 61.3     | 4177     | 7.4      | 29       | 12       | 92.2     | 37    | 84    | 2.3   | 2     | 26   | 173  | 5      | 3      |
| 2012   | ATL     | 16   | 16   | 422      | 615      | 68.6     | 4719     | 7.7      | 32       | 14       | 99.1     | 34    | 141   | 4.1   | 1     | 28   | 210  | 3      | 2      |
| 2013   | ATL     | 16   | 16   | 439      | 651      | 67.4     | 4515     | 6.9      | 26       | 17       | 89.6     | 55    | 3.2   | 17    | 0     | 44   | 298  | 5      | 4      |
| 2014   | ATL     | 16   | 16   | 415      | 628      | 66.1     | 4694     | 7.5      | 28       | 14       | 93.9     | 29    | 145   | 5.0   | 0     | 31   | 205  | 5      | 2      |
| 2015   | ATL     | 16   | 16   | 407      | 614      | 66.3     | 4591     | 7.5      | 21       | 16       | 89.0     | 36    | 63    | 1.8   | 0     | 30   | 203  | 12     | 5      |
| 2016   | ATL     | 16   | 16   | 373      | 534      | 69.9     | 4944     | 9.3      | 38       | 7        | 117.1    | 35    | 117   | 3.3   | 0     | 43   | 235  | 4      | 2      |
| 2017   | ATL     | 16   | 16   | 342      | 529      | 64.7     | 4095     | 7.7      | 20       | 12       | 91.4     | 32    | 143   | 4.5   | 0     | 24   | 156  | 4      | 3      |
| 2018   | ATL     | 16   | 16   | 422      | 608      | 69.4     | 4924     | 8.1      | 35       | 7        | 108.1    | 33    | 125   | 3.8   | 3     | 42   | 296  | 10     | 5      |
| 2019   | ATL     | 15   | 15   | 408      | 616      | 66.2     | 4466     | 7.3      | 26       | 14       | 92.1     | 34    | 147   | 4.3   | 1     | 48   | 316  | 9      | 5      |
| 2020   | ATL     | 16   | 16   | 407      | 626      | 65.0     | 4581     | 7.3      | 26       | 11       | 93.3     | 29    | 92    | 3.2   | 2     | 41   | 257  | 6      | 3      |
| 2021   | ATL     | 17   | 17   | 375      | 560      | 66.9     | 3968     | 7.1      | 20       | 12       | 90.4     | 40    | 82    | 2.1   | 1     | 40   | 274  | 11     | 4      |
| Totale | Totale  | 222  | 222  | 5242     | 8003     | 65.5     | 59735    | 7.5      | 367      | 170      | 94.2     | 487   | 1469  | 3.0   | 12    | 450  | 2980 | 89     | 44     |

### Playoff
| Anno   | Squadra | Gare | Gare | Passaggi | Passaggi | Passaggi | Passaggi | Passaggi | Passaggi | Passaggi | Passaggi | Corse | Corse | Corse | Corse | Sack | Sack | Fumble | Fumble |
| Anno   | Squadra | P    | PT   | Comp     | Ten      | %        | Yard     | Media    | TD       | Int      | Rat      | Ten   | Yard  | Media | TD    | Sack | Yard | Fum    | Persi  |
| ------ | ------- | ---- | ---- | -------- | -------- | -------- | -------- | -------- | -------- | -------- | -------- | ----- | ----- | ----- | ----- | ---- | ---- | ------ | ------ |
| 2008   | ATL     | 1    | 1    | 26       | 40       | 65.0     | 199      | 5.0      | 199.0    | 2        | 2        | 72.8  | 3     | 4     | 6     | 1.5  | 6.0  | 0      | 1      |
| 2010   | ATL     | 1    | 1    | 20       | 29       | 69.0     | 186      | 6.4      | 1        | 2        | 69.0     | 1     | 0     | 0.0   | 0     | 5    | 37   | 1      | 0      |
| 2011   | ATL     | 1    | 1    | 24       | 41       | 58.9     | 199      | 4.9      | 0        | 0        | 71.1     | 3     | 3     | 1.0   | 0     | 2    | 16   | 0      | 0      |
| 2012   | ATL     | 2    | 2    | 54       | 77       | 70.1     | 646      | 8.4      | 6        | 3        | 105.2    | 3     | 9     | 3.0   | 0     | 1    | 0    | 1      | 0      |
| 2016   | ATL     | 3    | 3    | 70       | 98       | 71.4     | 1014     | 10.3     | 9        | 0        | 135.3    | 6     | 20    | 3.3   | 1     | 8    | 59   | 3      | 1      |
| 2017   | ATL     | 2    | 2    | 43       | 66       | 65.2     | 428      | 6.5      | 2        | 0        | 93.5     | 6     | 5     | 0.8   | 0     | 6    | 35   | 0      | 0      |
| Totale | Totale  | 10   | 10   | 237      | 351      | 67.5     | 2672     | 7.6      | 20       | 7        | 100.8    | 23    | 43    | 1.9   | 1     | 25   | 156  | 6      | 1      |